# Katrineholm
Katrineholm je grad i sjedište istoimene općine u švedskoj županiji Södermanland.

## Stanovništvo
Prema podacima o broju stanovnika iz 2005. godine u gradu živi 21.386 stanovnika.

## Vanjske poveznice
- Službene stranice grada

### Ostali projekti
|  | Zajednički poslužitelj ima još gradiva o temi Katrineholm |